# Ochotonophila flava
Ochotonophila flava är en nejlikväxtart som beskrevs av Dickoré och Helmut E. Freitag. Ochotonophila flava ingår i släktet Ochotonophila och familjen nejlikväxter. Inga underarter finns listade i Catalogue of Life.